# Наровчат (Тамалинский район)
Наровча́т — село Волче-Вражского сельсовета Тамалинского района Пензенской области.

## География
Село расположено на севере района, на левом берегу реки Мача, в 6 км к северу от центра сельсовета села Волчий Враг и в 33 км от районного центра пгт. Тамала.

## История
По исследованиям историка-краеведа Полубоярова М. С., деревня образована около 1800 года в составе Чембарского уезда. Называлась Пятина, Новая Пятина, так как крестьяне были переселенцами из села Новая Пятина Наровчатского уезда. В 1912 году в составе Волче-Вражской волости Чембарского уезда, с 1930 года — в Куликовском сельсовете Чембарского района, с 1955 — в Куликовском сельсовете Белинского района, затем передана в Волче-Вражский сельсовет Тамалинского района. В 1950-х годах в деревне образовалась бригада колхоза им. В. М. Молотова.

## Численность населения
| 2010 |
| ---- |
| 19   |

| год                | 1864 | 1896 | 1897 | 1912      | 1926 | 1930 | 1951 | 1959 | 1979 | 1989 | 1996 | 2004 |
| ------------------ | ---- | ---- | ---- | --------- | ---- | ---- | ---- | ---- | ---- | ---- | ---- | ---- |
| количество жителей | 257  | 679  | 575  | около 667 | 785  | 856  | 305  | 265  | 173  | 85   | 67   | 40   |